# Ivan Štefko
Ivan Štefko [štěfko] (* 10. prosince 1939) je bývalý slovenský fotbalový útočník a trenér. Žije v Trnavě.

## Hráčská kariéra
Začínal v Družstevníku Rybník (okres Levice) (nyní OFK Rybník). Dále pokračoval v trnavské Lokomotívě, odkud v dorosteneckém věku přestoupil do Spartaku Trnava. Během základní vojenské služby nastupoval za Duklu ve Slaném.
V československé lize hrál za Spartak Trnava, obě prvoligové branky vstřelil hned ve svém prvním startu v nejvyšší soutěži. Debutoval v neděli 4. března 1962 v domácím zápase se Spartakem KPS Brno (výhra 5:3), přičemž vstřelil dvě branky. Naposled se v I. lize objevil ve středu 4. července téhož roku v Praze na Julisce, kdy zasáhl do utkání s domácí Duklou (prohra 1:4).
V sezonách 1962/63 a 1963/64 bojoval za Spartak Trnava ve II. lize. Po návratu Trnavy mezi elitu přestoupil do mužstva TJ Strojárne Martin, kde později svou hráčskou kariéru také uzavřel.

### Prvoligová bilance
| Ročník             | Zápasy | Góly | Minuty | Klub              |
| ------------------ | ------ | ---- | ------ | ----------------- |
| I. liga 1961/62    | 11     | 2    | 945    | TJ Spartak Trnava |
| CELKEM I. ČS. LIGA | 11     | 2    | 945    |                   |

## Trenérská kariéra
Po skončení hráčské kariéry se stal trenérem. Trénoval martinské B-mužstvo, působil také v Leopoldově a Špačincích.